# Ji Liping
Ji Liping (Shanghai, 9 dicembre 1988) è un'ex nuotatrice cinese.

## Palmarès
- Mondiali

Shanghai 2011: argento nella 4x100m misti e bronzo nei 100m rana.
- Mondiali in vasca corta

Dubai 2010: bronzo nei 100m rana.
- Giochi asiatici

Doha 2006: oro nei 50m rana e argento nei 100m rana.
Canton 2010: oro nei 100m rana e bronzo nei 200m rana.